# 상태 함수
상태 함수(영어: state function)란 물리학에서 변위나 열역학에서 엔탈피처럼 경로와 무관한 함수를 말한다. 반대되는 개념으로 경로  함수가 있다.

## 같이 보기
- 마르코프 확률 과정
- 보존벡터장
- 상태 방정식